# 1271 en santé et médecine
| Années de la santé et de la médecine : 1268 - 1269 - 1270 - 1271 - 1272 - 1273 - 1274    |
| Décennies de la santé et de la médecine : 1240 - 1250 - 1260 - 1270 - 1280 - 1290 - 1300 |

Cet article présente les faits marquants de l'année 1271 en santé et médecine.

## Événements

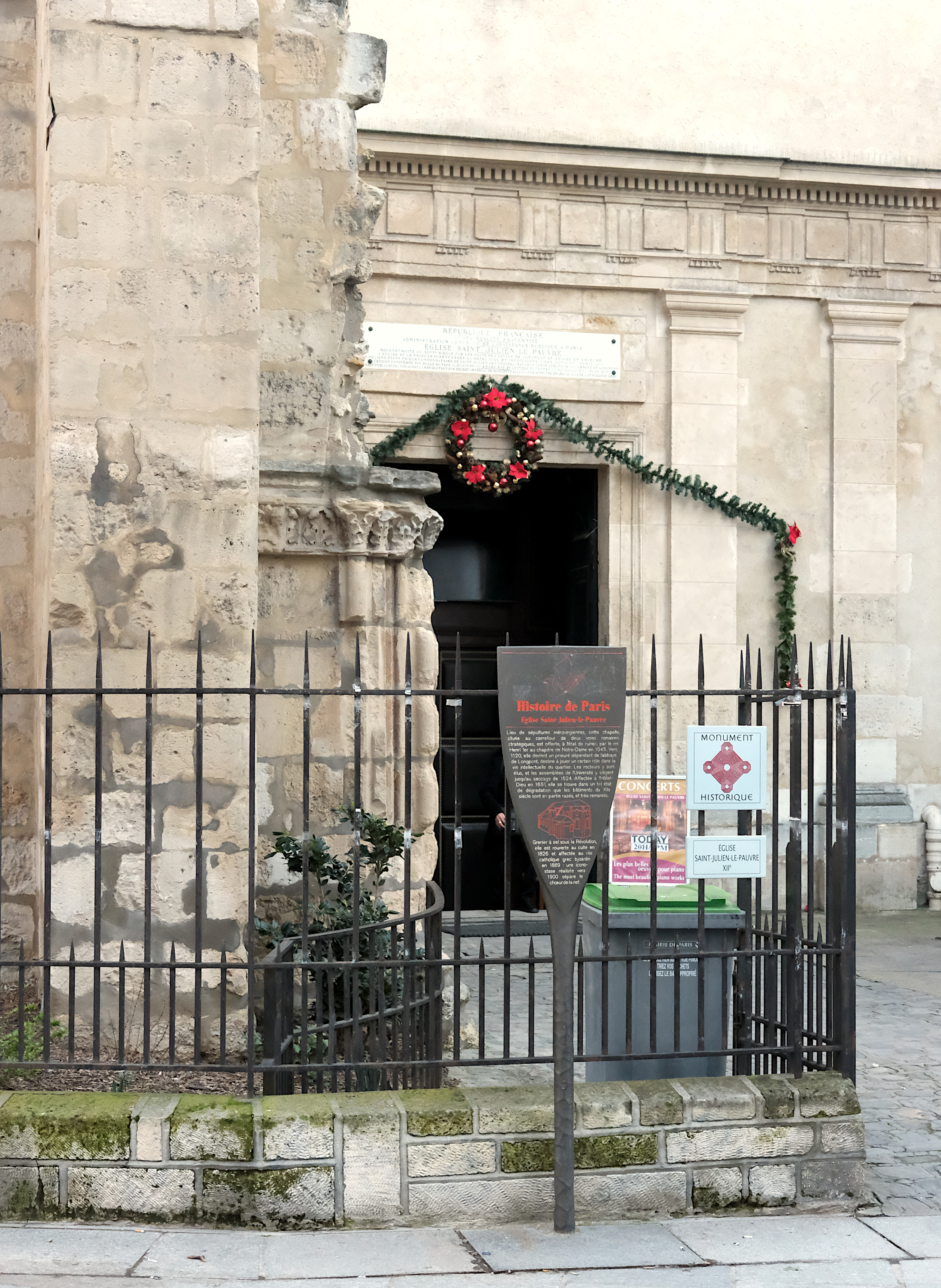
Saint-Julien-le-Pauvre

- À l'université de Paris, un statut, porté au livre du recteur, qui entretient des relations personnelles avec le doyen des maîtres en médecine, « défend à tout Juif ou Juive d'exercer la médecine envers aucune personne faisant profession de la foi catholique[2] ».

- Un autre des statuts portés au livre du recteur de l'université de Paris « ordonne aux chirurgiens, aux apothicaires, aux herboristes et aux étudiants de se renfermer dans les limites de leurs fonctions[2], [et] l'interdiction de prescrire se fait encore plus précise à l'encontre des herboristes et des apothicaires[3] ».
- À Paris, fondation du collège de chirurgie, présidé par Jean Pitard (1248-1328) et dont les membres, autorisés à se marier tout en gardant les privilèges des médecins ecclésiastiques, prennent le titre de « chirurgiens de robe longue[4] ».
- Fondation de l'hôtel-Dieu de Bolzano, dans la principauté de Trente[5].
- À Bâle, principauté épiscopale du Saint-Empire, les pharmaciens n'ont plus le droit de délivrer aucun médicament sans ordonnance médicale[6].
- J. de Racherolles est doyen de la faculté de médecine de Paris[7].
- « Le chirurgien français Henri du Perche[8] [fl. 1271-1285] décri[t] le cas d’un jeune homme d’une vingtaine d’années atteint d’un œdème unilatéral de la cheville remontant progressivement vers la cuisse. » En termes actuels et vu l'âge du patient, on peut suspecter une thrombophilie[9].
- 1271-1272 : Épidémie et famine dans le comté de Flandre[10].

## Personnalité
- 1271[9] - 1285 : fl. Henri Du Perche, chirurgien juré de la prévôté de Paris, « cité dans l'enquête sur les miracles de Saint Louis[8] ».

## Naissance
- Entre 1271 et 1281 : Jean Blaise (mort en 1341), chirurgien et médecin de Robert Ier, roi de Naples ; frère d'Armengaud Blaise (1264-1312) et neveu d'Arnaud de Villeneuve (1235-1311[11]).